# 1-й Лаврский мост
1-й Ла́врский мост — пешеходный железобетонный балочный мост через реку Монастырку в Центральном районе Санкт-Петербурга, соединяет Безымянный и Монастырский острова. Расположен по оси центрального входа в Александро-Невскую лавру со стороны Невского проспекта.

## Расположение
Мост соединяет территорию Александро-Невскую лавру с некрополями Государственного музея городской скульптуры.
Выше по течению находится Монастырский мост, ниже — 2-й Лаврский мост.
Ближайшие станции метрополитена — «Площадь Александра Невского-1», «Площадь Александра Невского-2».

## Название
Название моста известно с конца XIX века и произошло от Александро-Невской лавры. До этого мост назывался 1-м Александровским (1830-е), Монастырским (1836—1862).

## История
Первый мост был построен в 1712 году. По мнению историков, этот мост был первой петербургской переправой на материковой части города. Мост был деревянный, балочно-подкосной системы и неоднократно ремонтировался в дереве. В 1830-х годах мост перестроен в однопролётный, деревянный арочной системы. Устои моста были каменные из кирпичной кладки на свайном основании. Мост неоднократно ремонтировался в дереве. В 1924 году мост перестроен в шестипролётный деревянный, балочно-разрезной системы с сохранением кирпичных устоев. Пролётное строение состояло из деревянных прогонов. В 1949 году при очередном ремонте моста деревянные прогоны заменены на металлические балки. Мост был перестроен в трёхпролётный на деревянных опорах, с сохранением каменных устоев. Верхнее строение и ограждение остались деревянными. Длина моста составляла 27,3 м, ширина — 8,0 м.
Существующий мост построен в 1970—1972 годах по проекту инженеров А. И. Рубашева и А. Д. Гутцайта и архитектора Л. А. Носкова. Строительство осуществляло СУ-3 треста «Ленмостострой» под руководством главного инженера Л. Ф. Полякова и прораба Л. Л. Рождественского. По мнению ряда специалистов, мост производит впечатление тяжеловесного и несколько выпадает из ансамбля Александро-Невской лавры.

## Конструкция
Мост однопролётный железобетонный, балочно-разрезной системы. Пролётное строение состоит из железобетонных преднапряжённых балок заводского изготовления. Устои из монолитного железобетона на свайном основании, облицованы гранитом. Общая длина моста составляет 18 м, ширина — 9,5 м.
Мост пешеходный. Покрытие прохожей части — асфальтобетон. На мосту установлены металлические сварные решетки перильного ограждения и гранитные поребрики вдоль тротуаров. С фасадов балки пролётных строений закрыты сборными декоративными арками, облицованными гранитом.